# Erin Morley

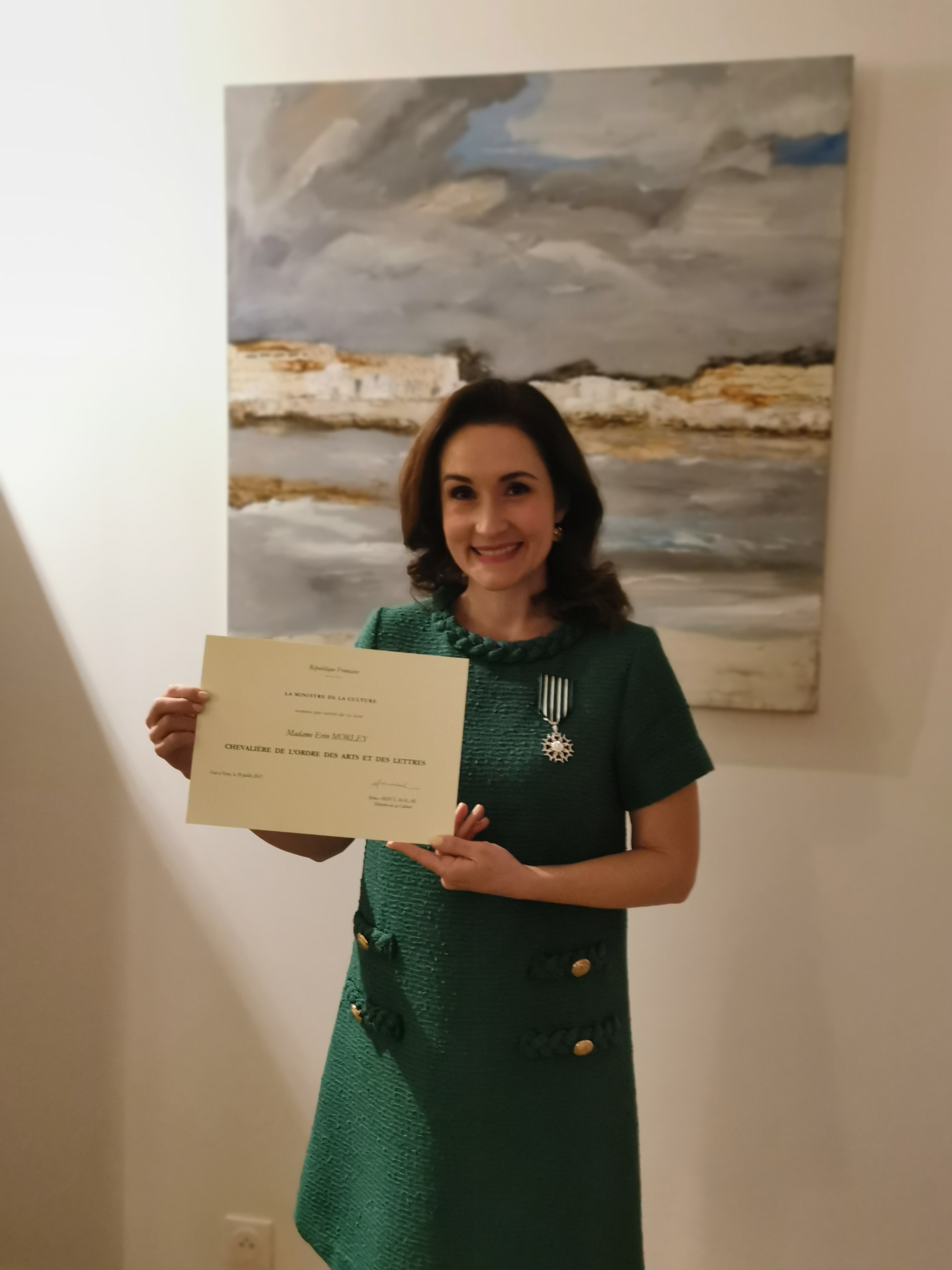
Erin Morley

Erin Morley (geboren am 11. Oktober 1980 in Salt Lake City, Utah) ist eine US-amerikanische Opernsängerin im Fach Koloratursopran. Sie gastiert weltweit.

## Leben und Werk
Erin Morley absolvierte ihr Gesangsstudium an der Juilliard School in New York. 2007, gleich nach ihrem Abschluss, wurde sie als Mitglied in das Lindemann Young Artist Development Program der Metropolitan Opera in New York aufgenommen. Sie sang mehr als 80 Vorstellungen an der Met, anfangs kleinere Rollen  – beispielsweise Woglinde und Waldvogel in Wagners Ring des Nibelungen oder die Sœur Constance in Poulencs Dialogues des Carmélites. Sie übernahm aber auch bereits die Olympia in Offenbachs Les contes d’Hoffmann oder beim Bard SummerScape 2009 die Marguerite de Valois in Meyerbeers Les Huguenots, als hervorragend gelobt von der New York Times. Aufmerksamkeit erregte die Sängerin in der Spielzeit 2013/2014 als Sophie im Rosenkavalier von Hofmannsthal/Strauss, in einer Rolle, die sie kurzfristig als Einspringerin übernommen hatte. Sie erarbeitete sich rasch ein breites Repertoire – darunter Konstanze, Königin der Nacht und Pamina, Zerbinetta, Fiaker-Milli und Sopie sowie die Roxana – und begann Gastengagements anzunehmen. 2014 zählte sie als Gilda zur Premierenbesetzung des Rigoletto an der Wiener Staatsoper, 2016 sang sie in einer konzertanten Aufführung im Theater an der Wien die Angelica in Händels Orlando.  Sie trat an der Opéra National de Paris und an der Opéra National de Lorraine auf, gastierte bei der Santa Fe Opera, am Palau de les Arts Reina Sofía in Valencia, an der Opéra de Lille, der Opéra de Dijon und beim Glyndebourne Festival sowie an der Bayerischen Staatsoper in München. Als Cunegonde in Bernsteins Candide debütierte sie an der Los Angeles Opera.
Sie gilt auch als herausragende Konzertsängerin und sang mit namhaften Klangkörpern, beispielsweise dem Boston Symphony Orchestra, dem Chicago Symphony Orchestra, dem Cleveland Orchestra, dem New York Philharmonic und mit dem Philadelphia Orchestra. Unter Yannick Nézet-Séguin sang sie in Gustav Mahlers Achter Symphonie mit dem Rotterdams Philharmonisch Orkest. Unter Robin Ticciati sang sie mit dem Deutschen Symphonie-Orchester Berlin die Bühnenmusik Le Martyre de Saint Sébastien von Claude Debussy, damals war sie gerade in der 34. Woche schwanger. 2019 war sie für den Grammy nominiert.
Erin Morley ist mit John D. Morley verheiratet, einem Yale-Hochschulprofessor für Rechtswissenschaften. Das Ehepaar hat drei Kinder.

## Rollen (Auswahl)
Repertoire
| Adams: - Madam Mao in Nixon in China Bernstein: - Cunegonde in Candide Bizet: - Frasquita in Carmen Britten: - Tytania in A Midsummer Night’s Dream Chabrier: - La Princesse Laoula in L’étoile Donizetti: - Giannetta in L’elisir d’amore - Marie in La fille du régiment - Titelpartie in Lucia di Lammermoor Händel: - Angelica in Orlando Engelbert Humperdinck: - Taumännchen in Hänsel und Gretel Massenet: - Sophie in Werther Meyerbeer: - Marguerite de Valois in Die Hugenotten Mozart: - Marchesa Violante/Sandrina in La finta giardiniera - Mademoiselle Silberklang in Der Schauspieldirektor - Konstanze in Die Entführung aus dem Serail - Königin der Nacht, Pamina und Papagena in Die Zauberflöte |  | Offenbach: - Olympia in Les contes d’Hoffmann Poulenc: - Sœur Constance de Saint-Denis in Dialogues des Carmélites Puccini: - Suor Dolcina in Suor Angelica - Nella in Gianni Schicchi Schostakowitsch: - Tochter der Podtotschina in der Nase Richard Strauss: - Sophie im Rosenkavalier - Zerbinetta in Ariadne auf Naxos - Fiakermilli in Arabella Strawinsky: - Titelpartie in Le rossignol Szymanowski: - Roksana in Król Roger Tschaikowski: - Mascha in Pique Dame Verdi: - Gilda in Rigoletto Wagner: - Woglinde im Rheingold - Stimme des Waldvogels in Siegfried - Woglinde in der Götterdämmerung |